# Gare de Bourgoin-Jallieu
La gare de Bourgoin-Jallieu est une gare ferroviaire française de la ligne de Lyon-Perrache à Marseille-Saint-Charles (via Grenoble), située sur le territoire de la commune de Bourgoin-Jallieu, dans le département de l'Isère, en région Auvergne-Rhône-Alpes. Établie dans l'hypercentre, son accès se fait par la jonction entre une avenue très fréquentée et l'ancienne nationale 6 qui longe, parallèlement au chemin de fer, le relief au sud de la ville.
Elle est mise en service en 1858 par la Compagnie des chemins de fer du Dauphiné, avant de devenir, en 1859, une gare de la Compagnie des chemins de fer de Paris à Lyon et à la Méditerranée (PLM). En 2017 elle est sur le plan de la fréquentation la onzième gare de la région Auvergne-Rhône-Alpes.
C'est une gare de la Société nationale des chemins de fer français (SNCF), desservie par des trains TER Auvergne-Rhône-Alpes.

## Situation ferroviaire
Établie à 254 mètres d'altitude, la gare de Bourgoin-Jallieu est située au point kilométrique (PK) 41,667 de la ligne de Lyon-Perrache à Marseille-Saint-Charles (via Grenoble), entre les gares ouvertes de L'Isle-d'Abeau et de Cessieu. En direction de l'Isle-d'Abeau, s'intercale la gare fermée de Saint-Alban-La Grive, et en direction de Cessieu, s'intercale la gare fermée de Sérézin-de-la-Tour.

## Histoire
La gare de Bourgoin, terminus provisoire, est mise en service le 1er juillet 1858 par la Compagnie des chemins de fer du Dauphiné, lorsqu'elle ouvre à l'exploitation (service des voyageurs) la première section de la gare de Lyon-Perrache à celle de Bourgoin, inaugurée le 27 juin, de sa ligne de Lyon à Grenoble. Elle dispose dès son inauguration d'un bâtiment monumental. Le service des marchandises, en lien avec la gare de Lyon-Guillotière est ouvert le 15 juillet.
En 1859 elle devient une gare du réseau de la Compagnie des chemins de fer de Paris à Lyon et à la Méditerranée (PLM) lorsqu'elle absorbe la Compagnie du Dauphiné.
Elle devient une gare de passage le 22 août 1861, lorsque la Compagnie du PLM ouvre la section suivante de Bourgoin à la gare de Saint-André-le-Gaz.
Elle est fermée au service du fret le 15 mai 2009.
En 2017, elle est, sur le plan de la fréquentation, la onzième gare de la région Auvergne-Rhône-Alpes. Ses allers-retours vers Lyon représentent également le quatrième trajet TER à l'échelle régionale. L'accès se fait à 57 % par la voiture particulière, mode pouvant être congestionné, et à 27 % par la marche. Il existe une offre de stationnement de sept cents places. En 2014, elle accueille plus de 3 000 voyageurs par jour vers Lyon et 50 par jour vers Chambéry.
En 2016, la fréquentation annuelle de la gare a encore augmenté, pour atteindre 1 811 113 voyageurs.
| 2011      | 2014      | 2019      | 2023      |
| --------- | --------- | --------- | --------- |
| 1 328 127 | 1 663 912 | 1 855 873 | 1 947 973 |

## Service des voyageurs

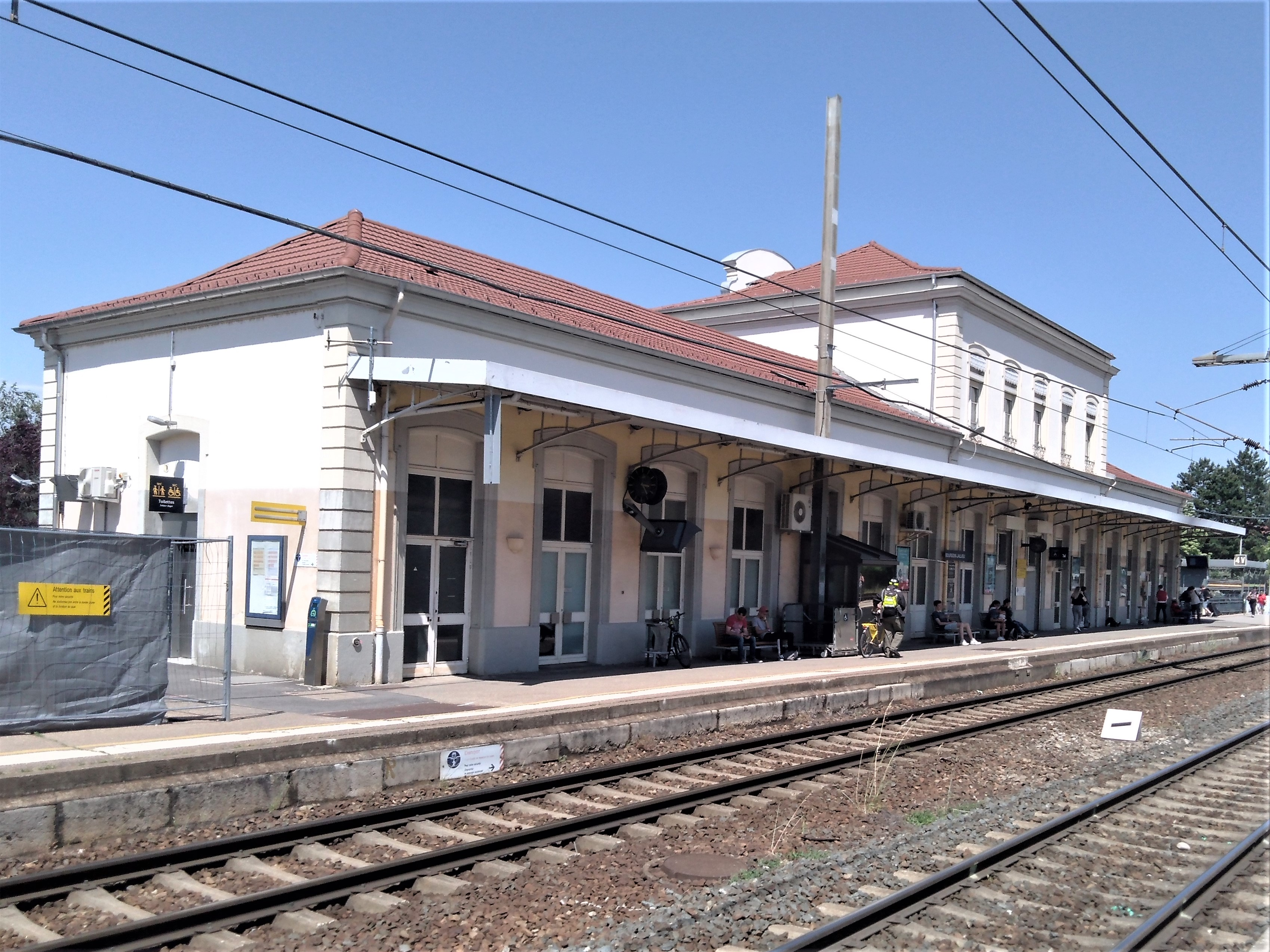
Le bâtiment voyageurs, côté voies.

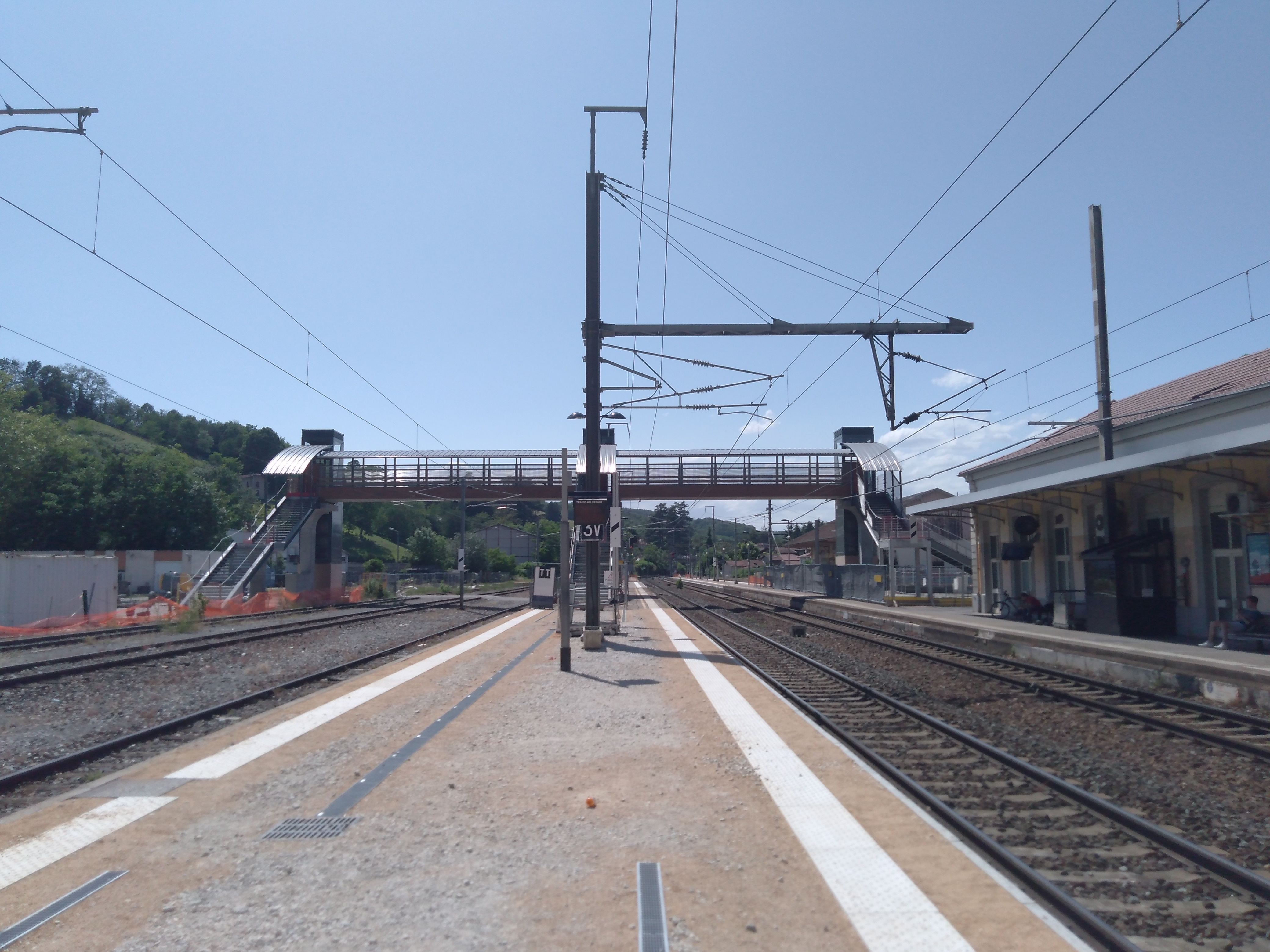
La passerelle (avant son ouverture au public).

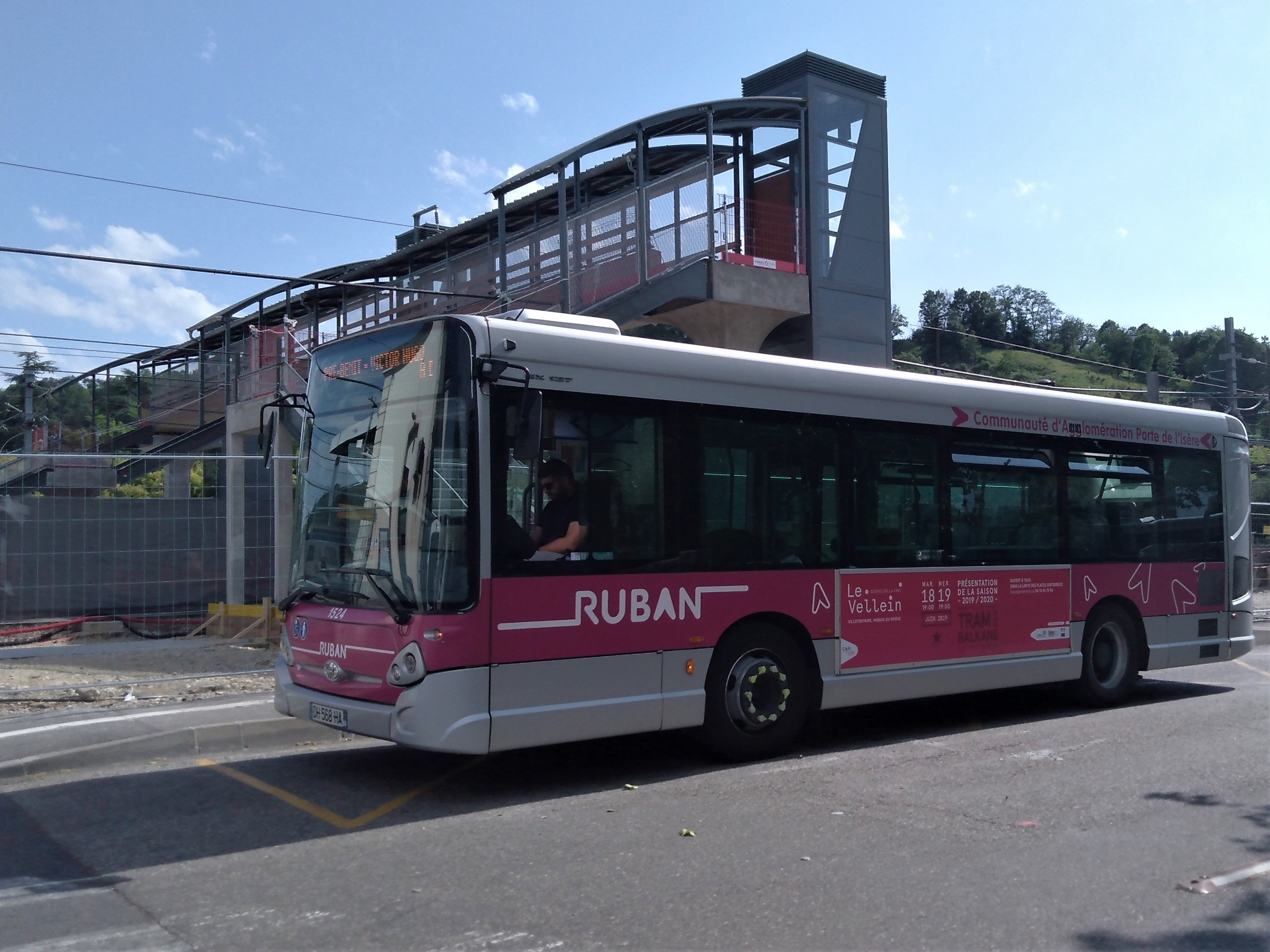
Bus Ruban, près de la passerelle.

### Accueil
Gare SNCF, elle dispose d'un bâtiment voyageurs, avec guichet et salle d'attente, ouvert tous les jours. Elle est équipée d'automates pour l'achat de titres de transport, notamment TER et TGV. On trouve également en gare un service de bagage, un distributeur de boissons, un automate photos, et un relais toilettes.

### Desserte
Bourgoin-Jallieu est desservie par des trains TER Auvergne-Rhône-Alpes sur les relations de Lyon à diverses gares des Alpes :
- de Lyon-Part-Dieu à Chambéry, Bourg-Saint-Maurice ou à Modane ;
- de Lyon-Part-Dieu à Grenoble ;
- de Lyon-Perrache à Saint-André-le-Gaz.

### Intermodalité
Un parc pour les vélos (72 places en consigne collective et des accroches vélos en libre accès) et un parking sont aménagés à ses abords.
Desservie par des bus et des cars, elle est un nœud central pour les lignes du réseau urbain Bourgoin-Jallieu - Agglomération nouvelle (Ruban) : les lignes 1, 2 et 4 la dessert de façon directe ainsi que la ligne 9 à distance à l'arrêt Charges - Gare.

### Travaux d'amélioration
En 2019, des travaux d'installation d'une passerelle (avec des ascenseurs) surplombant les voies ont été lancées par la SNCF avec l'appui financier de la commune de Bourgoin-Jallieu, de la communauté de communes, de la région Auvergne-Rhône-Alpes et de l'État. La structure de la passerelle, proprement dite, a été installée entre le 29 mai et le 3 juin. Cette installation a entraîné la coupure provisoire de la ligne de voie ferrée durant cette période et la mise en place d'autocars de substitution, afin de permettre aux voyageurs de rallier Grenoble et Chambéry à Lyon.
Le coût des travaux a été estimé à plus de 4,5 millions d'euros pour une mise en service initialement prévue en octobre 2019. Des travaux de rehaussement de quais et de mise en accessibilité PMR ont également été entrepris.

## Quartier de la gare
Dans le cadre du projet Urbagare mené par le Pôle Métropolitain, la création d'un quartier à l'arrière de la gare, sur le site des anciens magasins généraux est prévue. Ce quartier, qui pourrait voir le jour en 2020, pourrait constituer une vitrine pour la ville. Des voies alternatives à celles du tunnel rejoignant la D522, pour pacifier la circulation, seraient également envisagées,.